# Simona Caparrini
Simona Caparrini est une actrice italienne née à Florence. 

## Biographie
Née à Florence en Toscane, elle est diplômée en littérature italienne. 
Elle s'est formée professionnellement au l'École de Théâtre Stabile de Genova, avec le réalisateur Marco Sciaccaluga. Après son diplôme, elle a suivi des cours à New York au Union Square Theatre et au HBO studios avec l'acteur américain George DiCenzo.
Issue d'une famille de fabricants de chaussures actifs à Montecatini Terme dans les années 1980, Simona débute au cinéma en 1990, grâce au réalisateur Italien Marco Risi, qui lui offre un rôle dans son film Muro di gomma; viennent ensuite le film Nestore l'ultima corsa (1994), où elle joue Wilma, dirigée par le très connu Alberto Sordi ; le film qui a gagné un Oscar en 1995 Le Facteur, où Simona joue Elsa Morante aux côtés de Philippe Noiret dirigé par Michael Radford ; le film Banditi (1995), où elle incarne Irina, une prostituée, aux côtés de Ben Gazzara sous la direction du réalisateur Stefano Mignucci.
Par la suite, Simona Caparrini tourne divers films sous la direction de plusieurs réalisateurs étrangers, dont Il Quaderno della spesa, de Tonino Cervi ; Nessun messaggio in segreteria de Luca Miniero et Paolo Genovese, ou Simona joue une méchante concierge aux côtés de Carlo Delle Piane ; 8th Wonderland de Nicolas Alberny et Jean Mach ; Interno Giorno de Tommaso Rossellini où elle incarne Martina, l'agente artistique d'une star du cinema, joué par Fanny Ardant, etc.
Elle acquiert ainsi une notoriété tout d'abord en Italie, avant que sa carrière prenne un tournant international,  dans les années 2010/2011, notamment en jouant dans To Rome with Love de Woody Allen, aux côtés de Penélope Cruz, et dans Roméo et Juliette de Carlo Carlei, aux côtés de Paul Giamatti.

## Filmographie

### Cinéma

#### Longs métrages
- 1991 : Il muro di gomma, de Marco Risi
- 1994 : Nestore - L'ultima corsa, de Alberto Sordi
- 1994 : Le Facteur, de Michael Radford
- 1995 : Banditi, de Stefano Mignucci
- 1996 : Il cielo e' sempre piu' blu, de Antonello Grimaldi
- 2000 : Io Amo Andrea, de Francesco Nuti
- 2000 : The Accountant, de Glenn Gers
- 2004 : Suor Sorriso, de Roger Deutsch
- 2003 : Il Quaderno della spesa, de Tonino Cervi
- 2003 : Andata e Ritorno, de Alessandro Paci
- 2005 : Nessun messaggio in segreteria, de Luca Miniero et Paolo Genovese
- 2010 : 8th Wonderland de Nicolas Alberny et Jean Mach
- 2011 : Immaturi de Paolo Genovese
- 2011 : Interno Giorno, de Tommaso Rossellini
- 2012 : To Rome with Love, de Woody Allen
- 2013 : Roméo et Juliette, de Carlo Carlei
- 2013 : Stai lontana da me, de Alessio Maria Federici
- 2015 : Agents très spéciaux : Code UNCLE (The Man from U.N.C.L.E.), de Guy Ritchie

#### Courts métrages
- 1993 : Le Belle prove de Gianni Zanasi

### Télévision

#### Séries télévisées
- 1993 : Ein Haus in der Toskana de Gabi Kubach (Allemagne)
- 1996 : Un Posto al Sole de Cristiano Celeste
- 1997 : Linda e il Brigadiere de Gianfranco Lanzotti
- 1998 : Compañeros de José Ramón Ayerra (Espagne)
- 1999 : Un prete tra noi de Ludovico Gasparini
- 2000 : Marie Fransson de Christiane Spiero (France)
- 2000 : Casa Famiglia de Riccardo Donna
- 2001 : Compagni di scuola de Tiziana Aristarco
- 2004 : Orgoglio de Giorgio Serafini et Vittorio De Sisti
- 2005 : Ho sposato un calciatore de Stefano Sollima
- 2006 : Capri de Giorgio Molteni
- 2006 : Un sacré détective d'Elisabetta Marchetti
- 2009 : Il Mostro di Firenze de Antonello Grimaldi
- 2010 : Doctor Clown de Maurizio Nichetti
- 2010 : Nuove storie per il Commissario Vivaldi de Luciano Odorisio
- 2011 : La ragazza americana de Vittorio Sindoni
- 2012 : Una Buona Stagione de Gianni Lepre